# Berthier (fuzil)
Os fuzis e carabinas Berthier eram uma família de armas de ação por ferrolho em 8mm Lebel, usadas no Exército Francês e nas forças coloniais francesas, desde a década de 1890 até o início da Segunda Guerra Mundial (1940). Após a introdução do fuzil Lebel em 1886, o Exército Francês queria uma carabina de repetição usando a mesma munição que o Lebel para substituir sua carabina de tiro único baseada no fuzil Gras. Na época, muitos exércitos baseavam suas carabinas em seu modelo de fuzil padrão, no entanto, o carregador de tubo do fuzil Lebel tornava difícil seguir essa abordagem. O Carabine de Cavalerie Modèle 1890 abordou esse problema combinando a ação do Lebel modificada com um carregador alimentado por um clipe em bloco. Com sua introdução bem-sucedida na cavalaria, o Berthier passaria a ser produzido em muitas versões diferentes de carabina e fuzil de comprimento completo.

## Usuários
- Tchecoslováquia
- Império Etíope: Mle 1907/15
- França
- Alemanha Nazista
- Reino da Grécia
- Pérsia
- Segunda República Polonesa
- Império Russo
- Reino da Sérvia
- República Espanhola: Recebeu de 37.400 a 50.000 fuzis e carabinas da Polônia durante a Guerra Civil Espanhola.[6][7]
- Turquia
- Vietnã

## Galeria

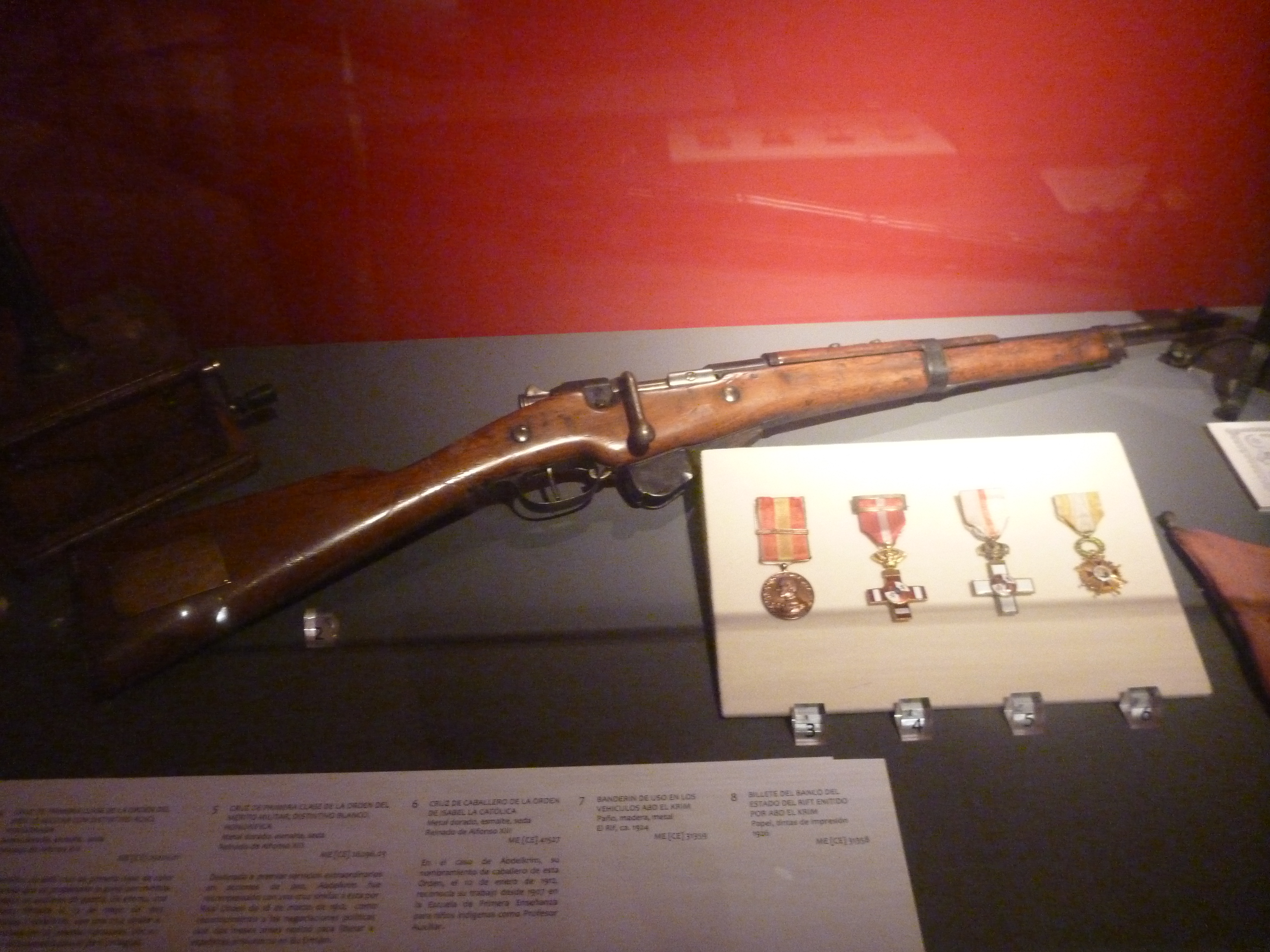
Carabina Berthier M1916 com carregador de 5 munições
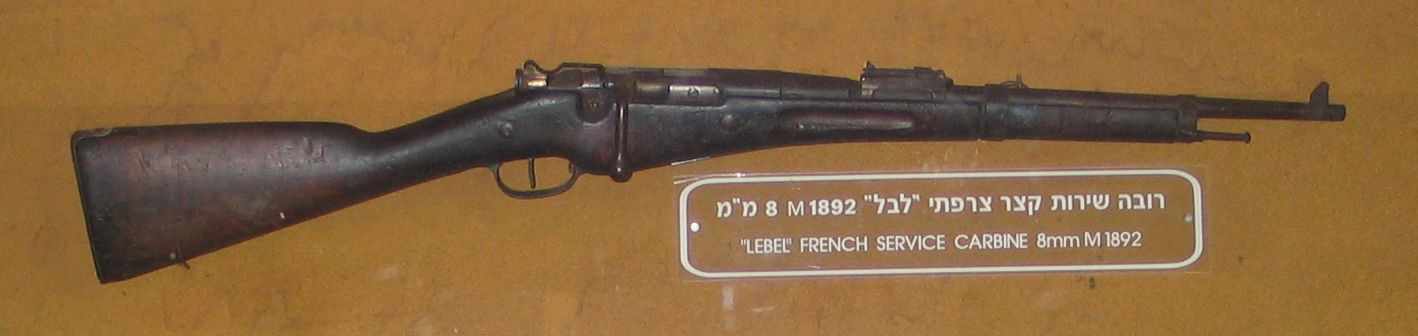
Carabina 1892/27 com carregador de 3 munições